# ۳۷۲ (قمری)
۳۷۲ (قمری)، سیصد و هفتاد و دومین سال در گاهشماری هجری قمری است. اول محرم این سال برابر با اول ژوئیه سال ۹۸۲ میلادی است.

## وابسته
- مفاتیح‌العلوم
- حدود العالم
- مروانیان